# 캐논 EF-S 18-55mm 렌즈

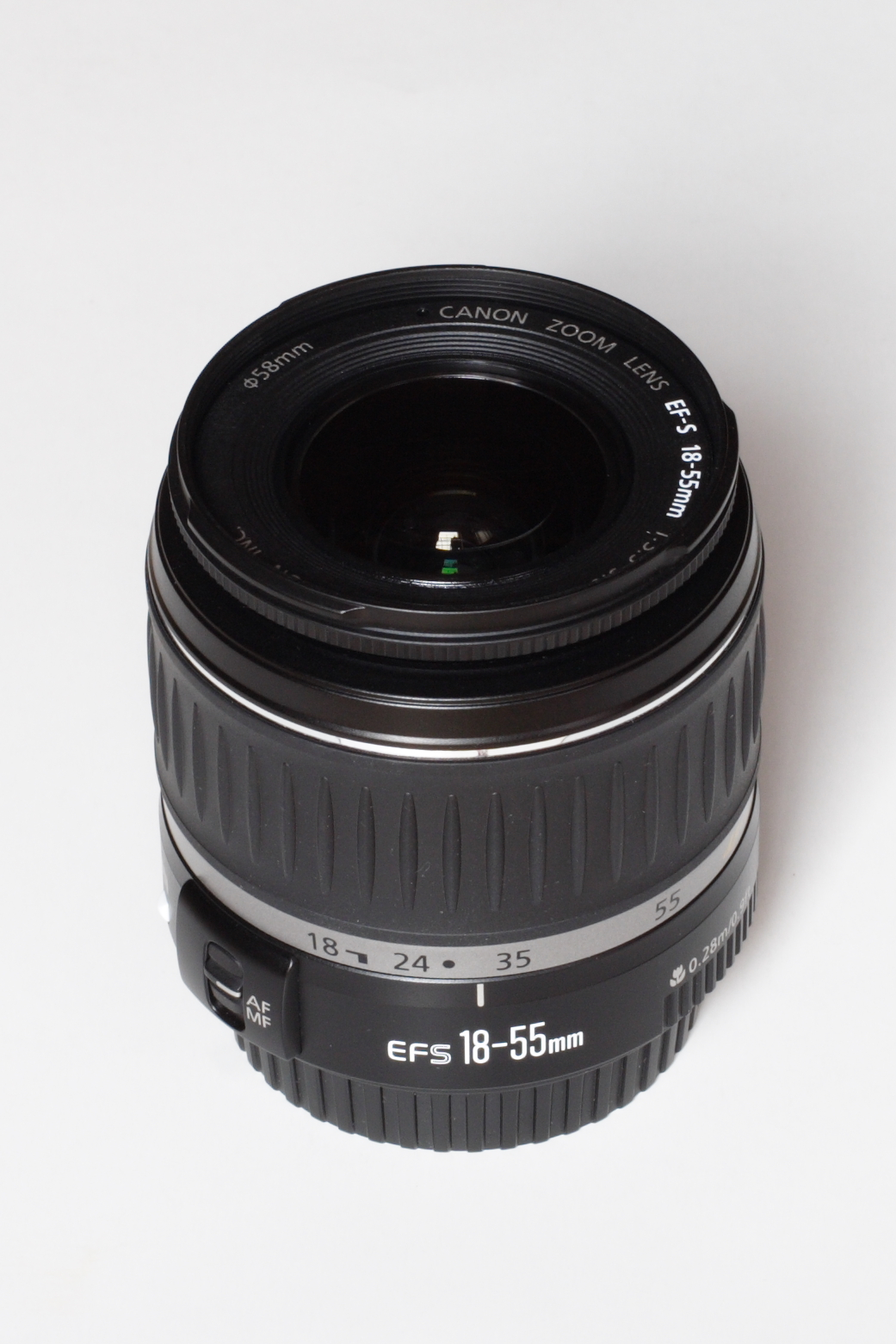
캐논 EF-S 18-55mm II USM 렌즈

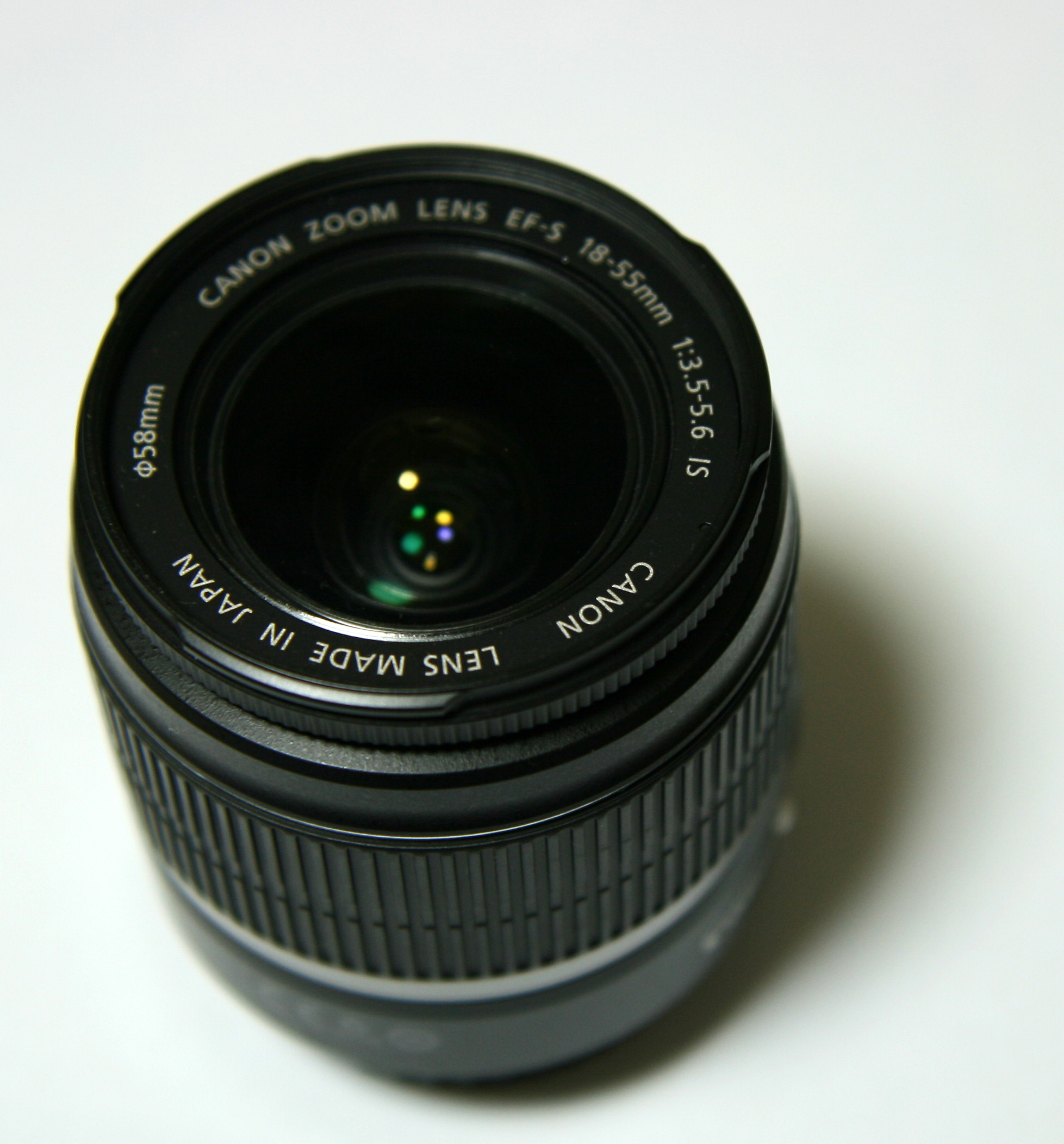
캐논 EF-S 18-55mm IS 렌즈

캐논 EF-S 18-55mm 렌즈는 캐논 EF-S 마운트를 가지고 있는 캐논의 표준 줌 렌즈이다.
크게 3가지 종류가 출시되었으며, USM 및 IS 기능 유무로 구분된다.
- EF-S 18-55mm I/II - 마이크로 모터를 사용하며, IS 기능이 없다.
- EF-S 18-55mm USM I/II - USM 모터를 사용하며, IS 기능이 없다.
- EF-S 18-55mm IS - 마이크로 모터를 사용하며, IS 기능이 있다.
- EF-S 18-55mm IS STM - 스테핑모터를 사용하며, IS기능이 있다.